# Les Bons Génies
Les Bons Génies (Match Game) est un jeu télévisé présenté par Patrice Laffont, et diffusé du lundi au vendredi à 18h00 du 9 janvier 1996 au 30 août 1996  sur France 2.

## Historique
Les Bons Génies est adapté du format américain Match Game, diffusé du 31 décembre 1962 au 17 septembre 1999 sur NBC (1962–1969), CBS (1973–1979, 2006), ABC (1990–1991) et en syndication (1975–1982; 1998–1999). L'émission a été vendue à l'étranger le plus fréquemment sous le titre  Blankety Blank.

## Concept
Parmi ces "bons génies, on retrouve entre autres Patrick Adler, Christophe Alévêque, Muriel Cousin, Jean-Jacques Devaux, Alexandra Lorska, Laurent Baffie Bruno Solo, Sophie Garel, Thierry Beccaro, Éric Laugerias, Alexandra Bronkers, Pascal Sellem.....

## Déroulement
Il s'agit généralement d'une série de quiz sous forme de questions à choix multiples.